# The Song of Sparrows
The Song of Sparrows (Avaze gonjeshk-ha) è un film del 2008 diretto da Majid Majidi.